# Montaigne (chanteuse)
Pour les articles homonymes, voir Montaigne (homonymie).
 (février 2020).
Si vous disposez d'ouvrages ou d'articles de référence ou si vous connaissez des sites web de qualité traitant du thème abordé ici, merci de compléter l'article en donnant les références utiles à sa vérifiabilité et en les liant à la section « Notes et références ».
Montaigne de son nom complet Jessica Alyssa Cerro (né le 14 août 1995 à Sydney) est une personnalité connue sur la scène musicale Australienne.

## Jeunesse
Montaigne voit le jour à Sydney le 14 août 1995 et a grandi dans le district de Hills des Nouvelles-Galles du Sud. Son père Gus était un joueur de football professionnel qui avait joué en ligue nationale australienne de football (soccer), mais aussi pour le Negeri Sembilan FA et le Pahang FA en Malaisie.
Montaigne a déclaré que ses origines étaient argentines, espagnoles, philippines et françaises.

## Carrière

### Albums
Montaigne a sorti 3 albums : Glorious Heights en 2016, Complex en 2019 et Making it! en 2022.

### Eurovision
Initialement, Montaigne fait partie d'une sélection via l'émission de sélection australienne Eurovision : Australia Decides 2020 pour représenter l'Australie lors du Concours Eurovision de la chanson 2020 à Rotterdam avec sa chanson Don't Break Me, cependant cette édition du concours est annulée. Montaigne représente l'Australie au concours Eurovision en 2021 avec la chanson Technicolour. Lors de la demi-finale du 18 mai, Montaigne ne parvient pas à se qualifier pour la finale.

## Autres activités
Montaigne est aussi streamer sur la plateforme Twitch, où Montaigne diffuse de la création de musique et du streaming de jeux vidéos.

## Vie privée
Le 10 mai 2023, Montaigne se déclare ouvertement non-binaire et utilise le pronom they singulier (iel). 